# Malissard
 Malissard  es una población y comuna francesa, en la región de Ródano-Alpes, departamento de Drôme, en el distrito de Valence y cantón de Chabeuil.
Creada en 1867 a partir de Chabeuil.

## Demografía
| ...                       | ... | ... | ... | ... | ... | ... | ... | ... | ... | ... | ... | 777 | 747 | 698 | 634 | 673 | 646 | 634 | 656 | 616 | 545 | 572 | 591 | 595 | 518 | 643 | 842 | 1 090 | 1 534 | 2 011 | 2 552 | 2 903 | 3 121 | 3 157 |
| (Fuente: INSEE y Cassini) |     |     |     |     |     |     |     |     |     |     |     |     |     |     |     |     |     |     |     |     |     |     |     |     |     |     |     |       |       |       |       |       |       |       |